# Vitfalva
Vitfalva (1892-ig Vitkócz, szlovákul: Vítkovce, németül: Witkensdorf vagy Witkowetz) község Szlovákiában, a Kassai kerület Iglói járásában.

## Fekvése
Vitfalva a Hernád partján fekszik, Iglótól 13 km-re keletre található.

## Története
A régészeti leletek szerint a község területén már a bronzkorban is éltek emberek.
A falu nevét 1253-ban IV. Béla király adománylevelében említik először, melyben a király Vitknek és utódainak adja a Hernád melletti erdőt. Határában már ekkor rézlelőhelyek voltak. Legfőbb nevezetessége, a római katolikus temploma a 13. században épült. A falu neve 1343-ban „Vythkfalua” néven szerepel egy oklevélben. Nevét egykori birtokosáról, Vitkről kapta. Vitfalva 1526 és 1848 között a szepesi káptalan faluja volt. Lakói főként mezőgazdasággal, vászonszövéssel, vaskohászattal foglalkoztak.

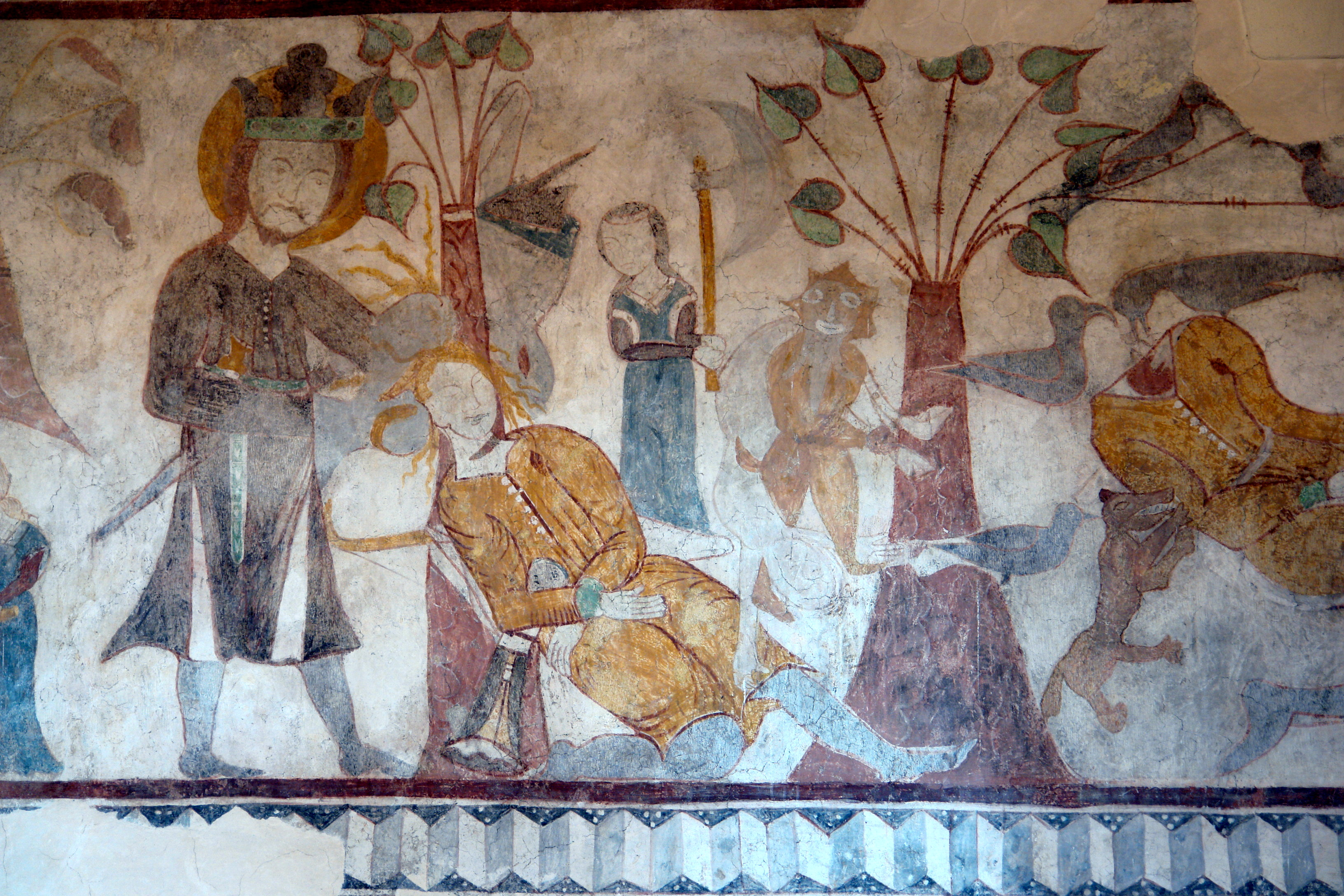
A római katolikus templom egyik freskója

A 18. század végén Vályi András így ír róla: „VITKÓCZ. Német falu Szepes Várm. földes Ura a’ Szepesi Káptalanbéli Uraság, lakosai katolikusok, fekszik Körtvélyesnek szomszédságában, és annak filiája; határja hegyes vőlgyes, a’ záporok is járják, egyéb javai középszerűek.”
Fényes Elek 1851-ben kiadott geográfiai szótárában így ír a faluról: „Vitkócz, Szepes v. tót f. Körtvélyes fil. 187 kath. lak. F. u. a szepesi káptalan. Ut. p. Lőcse.”
A trianoni diktátumig Szepes vármegye Szepesváraljai járásához tartozott.

## Népessége
| Év:            | 1994. | 2004.    | 2014.    | 2024.    |
| -------------- | ----- | -------- | -------- | -------- |
| Emberek száma: | 418   | 523      | 605      | 671      |
| Eltérés:       |       | +25,11 % | +15,67 % | +10,90 % |

| Év:            | 2023. | 2024.   |
| -------------- | ----- | ------- |
| Emberek száma: | 649   | 671     |
| Eltérés:       |       | +3,38 % |

A falu lakossága 1910-ben 182 fő volt, többségben szlovák, jelentős cigány kisebbséggel.
2001-ben 509 fős lakosságából 444 szlovák és 47 cigány.
A 2011-es évben lakossága 580 fő számlált, ebből 579 szlovák nemzetiségű.

## Nevezetességei
A Szent Fülöp és Jakab apostoloknak szentelt római katolikus temploma a 13. században épült, a 18. században barokk stílusban építették át. Freskói a 14. században készültek, melyek egyike a Szent László legendát ábrázolja.